# Tata Sons
Tata Sons Limited ist die Holdinggesellschaft der Tata-Gruppe und hält den Großteil der Anteile an diesen Unternehmen. Es wurde als Handelsunternehmen von dem Konzerngründer Jamshedji Tata im Jahr 1868 gegründet. Der Vorsitzende der Tata Sons ist traditionell der Vorsitzende der Tata-Gruppe. Über 66 % des Aktienkapitals von Tata Sons ist durch philanthropische Stiftungen der Mitglieder der Familie Tata gehalten. Die beiden größten dieser Trusts sind der Sir Dorabji Tata Trust und der Sir Ratan Tata Trust, die von den Familien der Söhne Jamshedji Tatas gegründet wurden. 
Tata Sons ist der Besitzer der in Indien und mehreren anderen Ländern registrierten Tata-Namen und -Warenzeichen. Diese werden von verschiedenen Tata-Firmen in Bezug auf ihre Produkte und Dienste verwendet. Die Nutzungsbedingungen der Konzernmarke und des Logos durch Tata-Unternehmen wird durch das Brand-Equity- und das Business-Promotion-Abkommen, das von Tata Sons und einzelnen Konzerngesellschaften unterzeichnet wurde, geregelt.

## Ort
Die Gesellschaft befindet sich in Mumbai, Indien.

## Beteiligungsstruktur
| Beteiligung                                                  | Anzahl der Aktien | Aktienanteil |
| ------------------------------------------------------------ | ----------------- | ------------ |
| Shapoorji Mistry                                             | 108               | 18,39        |
| Sterling Investment Corp (Shapoorji Pallonji Group)          | 37.120            | 18,39        |
| Cyrus Investments (Shapoorji Pallonji Group)                 | 37.120            | 18,39        |
| Ratan Tata                                                   | 3.368             |              |
| Sir Dorabji Tata Trust                                       | 113.067           |              |
| Sir Ratan Tata Trust                                         | 95.211            |              |
| Tata Investment Corp                                         | 326               |              |
| Sarvajanik Seva Trust                                        | 396               |              |
| RD Tata Trust                                                | 8.838             |              |
| Tata Social Welfare Trust                                    | 15.075            |              |
| Tata Education Trust                                         | 15.075            |              |
| JRD Tata Trust                                               | 16.200            |              |
| Tata Power                                                   | 6.673             |              |
| Tata Tea                                                     | 1.755             |              |
| Indian Hotels                                                | 4.500             |              |
| Tata Industries                                              | 2.295             |              |
| Tata Chemicals                                               | 10.237            |              |
| Kalimati Investment Co.                                      | 12.375            |              |
| Tata International Ltd                                       | 1.477             |              |
| Tata Motors                                                  | 12.375            |              |
| Piloo Tata                                                   | 487               |              |
| Jimmy Naval Tata                                             | 3.262             |              |
| Vera Farhad Choksey                                          | 157               |              |
| Jimmy Tata                                                   | 157               |              |
| Simone Tata                                                  | 2.011             |              |
| Noel Tata                                                    | 2.056             |              |
| H. H. Maharawal Virendra Singh Chauhan Raja of Chhota Udepur | 1                 |              |
| MK Tata Trust                                                | 2.421             |              |